# George Villiers, 2. vévoda z Buckinghamu
George Villiers, 2. vévoda z Buckinghamu (George Villiers, 2nd Duke of Buckingham, 2nd Earl of Coventry, 20th Lord De Ros, 2nd Baron Whaddon) (30. ledna 1628, Londýn – 16. dubna 1687, Kirkby Moorside, Anglie) byl anglický státník a dvořan ze šlechtického rodu Villiersů. Svým původem byl předurčen ke kariéře u dvora, což mu znemožnilo období revoluce, po obnovení monarchie ale patřil k vlivným osobnostem vlády Karla II.

## Mládí
Narodil se ve Westminsteru, jeho otcem byl vlivný favorit Jakuba I. 1. vévoda z Buckinghamu, který byl zavražděn v roce 1628, matka Katherine Manners, 19. baronka De Ros (†1649), pocházela z rodu hrabat z Rutlandu. Po otcově předčasné smrti byl od dětství protežovaným prominentem a byl vychován spolu s pozdějšími králi Karlem II. a Jakubem II. Studoval v Cambridge a již ve čtrnácti letech dosáhl magisterského titulu. Za občanské války bojoval na straně Karla I. jako velitel jezdectva, po králově popravě byl jmenován rytířem Podvazkového řádu (1649) a členem Tajné rady (1650). Do exilu v Nizozemsku následoval Karla II., později se ale královské rodině odcizil, když se ucházel o ruku princezny Marie Henrietty, kromě toho měl s Karlem II. také spor ohledně financí.
V roce 1657 se vrátil do Anglie a tajně se oženil s Mary Fairfax (1638-1704), dcerou jednoho z vůdců anglické revoluce, generála Thomase Fairfaxe. Díky tomu se dostal zpět ke svým konfiskovaným statkům, krátce nato byl ale uvězněn a propuštěn až v roce 1659, připojil se ke svému tchánovi, jeho angažmá po Cromwellově smrti přivodilo opětovnou nepřízeň Karla II.

## Kariéra v době restaurace Stuartovců

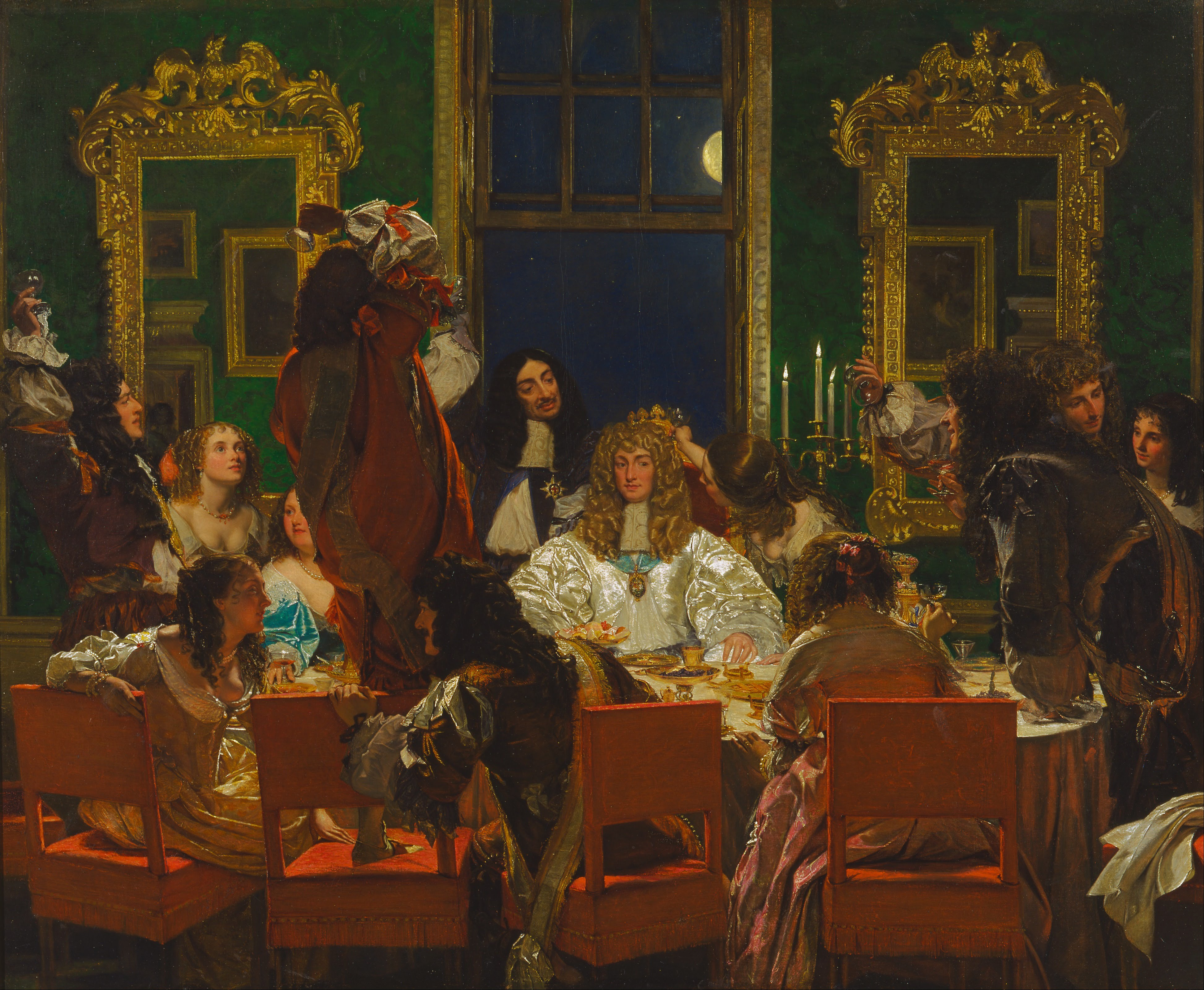
Obraz Život vévody z Buckinghamu z roku 1855 (August Leopold Egg)

V roce 1660 podpořil restauraci Stuartovců, i když při setkání v Doveru byl Karlem II. přijat chladně, bylo mu obnoveno členství v Tajné radě, stal se královským komořím a při korunovaci Karla II. v roce 1661 nesl korunovační klenoty. Získal také čestné funkce, ale jeho pozice byla oslabována intrikami četných nepřátel (hrabě z Clarendonu, hrabě ze Shaftesbury), v roce 1666 byl kvůli obvinění z účasti na protikrálovském spiknutí dočasně zbaven úřadů. Jeho prestiž poškodil také souboj v roce 1668, v němž zabil 11. hraběte ze Shrewsbury (hraběnka ze Shrewsbury byla údajně Buckinghamovou milenkou).
Většího vlivu dosáhl až na přelomu 60. a 70. let, kdy byl nejvyšším štolbou království (1668–1674), dále byl členem státní rady pro obchod, lordem admirality, v armádě dosáhl hodnosti generálporučíka a krátce byl vyslancem ve Francii. V letech 1670–1674 patřil k mocenskému uskupení „cabal“ a měl značný vliv na domácí i zahraniční politiku. Po roce 1674 jeho vliv sice poklesl, ale nadále se aktivně zúčastnil veřejného dění, do ústraní odešel až po smrti Karla II. (1685). Zemřel náhle následkem nachlazení na lovu v malém městečku Kirkby Moorside v hrabství York.
Ve své osobě spojoval eleganci barokního velmože a vybrané dvorské chování, ve druhé polovině 17. století udával prim v anglické módě. Jeho současníci uváděli, že nikdo se u dvora neuměl chovat s takovou grácií, mimo jiné perfektně ovládal jízdu na koni. Přestože s břitkým ostrovtipem glosoval dobové dění, díky své dobromyslnosti a velkorysosti byl ve společnosti oblíben. Jako státník byl čestným a oddaným stoupencem trůnu, pokud se uchýlil k intrikám, nečinil tak z vlastního přesvědčení, ale byl k tomu donucen okolnostmi a poměry u dvora.

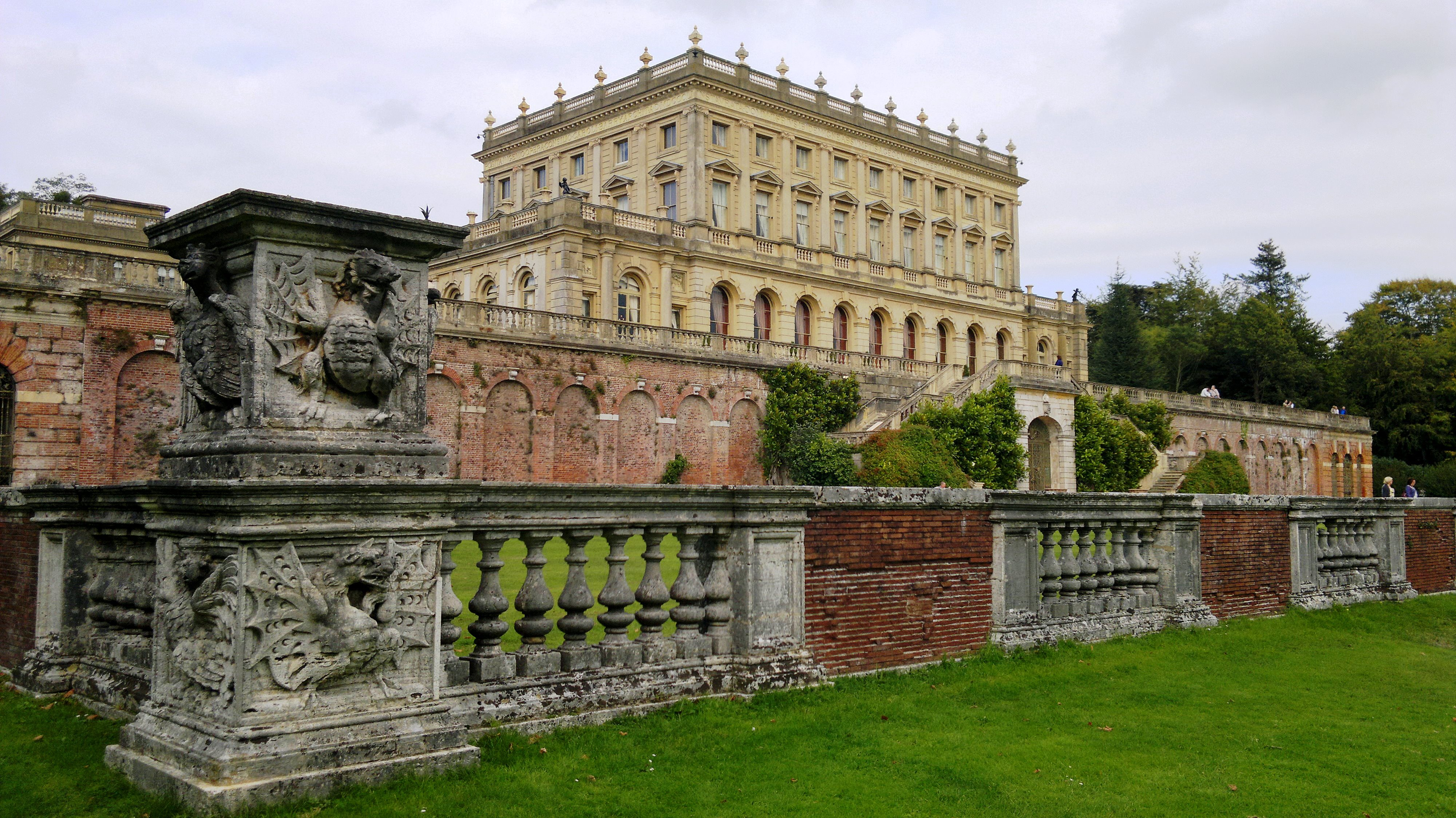
Zámek Cliveden House (Buckinghamshire), hlavní sídlo 2. vévody z Buckinghamu

Povrchně se zabýval řadou oborů, například alchymií, prosadil se mimo jiné jako spisovatel, byl autorem několika divadelních her. V letech 1671-1674 zastával čestnou funkci kancléře univerzity v Cambridge. Patřil k nejbohatším pozemkovým vlastníkům v Anglii, většinu majetku zděděného po otci ztratil za občanské války, ale část získal v roce 1657 sňatkem s Mary Fairfax (Helmsley Castle) v hrabství York, zbytek mu byl vrácen po restauraci Stuartovců. Jeho hlavním sídlem se stal zámek Cliveden House v hrabství Buckinghamshire, který nechal postavit v roce 1666.